# Kvassodden
Kvassodden är en udde i Antarktis. Den ligger i Östantarktis. Norge gör anspråk på området.
Terrängen inåt land är platt. Havet är nära Kvassodden åt nordväst. Trakten är obefolkad. Det finns inga samhällen i närheten.